# 格西娜·施万
格西娜·施万（德語： 1943年5月22日—）德国政治学教授，德国社会民主党成员，曾被提名参选德国联邦总统，1974年建立党内右翼的塞海姆小组。